# Nersia distinguenda
Nersia distinguenda är en insektsart som först beskrevs av Maximilian Spinola 1839.  Nersia distinguenda ingår i släktet Nersia och familjen Dictyopharidae. Inga underarter finns listade i Catalogue of Life.